# Sphaerophoria angulata
Sphaerophoria angulata är en tvåvingeart som beskrevs av Claussen och Weipert 2003. Sphaerophoria angulata ingår i släktet sländblomflugor, och familjen blomflugor.
Artens utbredningsområde är Nepal. Inga underarter finns listade i Catalogue of Life.